# KC Motorgroup
La KC Motorgroup, meglio nota come KCMG, è una scuderia automobilistica hongkonghese. Attualmente compete nella Super Formula, nel GT World Challenge Asia e nelle Super Taikyu Series.

## Storia

### Formula Nippon e Super Formula
Fondata nel 2007, la scuderia ha debuttato nella Formula Nippon, il massimo campionato giapponese riservato alle monoposto, nel 2010 con una sola vettura, acquistando i motori dalla Toyota. Alla guida della vettura è stato ingaggiato Katsuyuki Hiranaka, che durante la stagione ha ottenuto come miglior risultato due settimi posti, classificandosi dodicesimo. Nel 2011 è stato ingaggiato lo svizzero Alexandre Imperatori, che nel corso della stagione ha ottenuto un settimo e un ottavo posto che gli hanno valso il dodicesimo posto finale. Nel 2012 è stato ingaggiato Ryo Orime, che non riesce però mai a ottenere punti nel corso della stagione e si classifica diciannovesimo.
Nel 2013 il campionato ha subito un sostanziale cambio di regolamento, trasformandosi nella Super Formula e scegliendo come nuovo fornitore dei telai la Dallara. Alla guida della nuova vettura (sempre motorizzata Toyota) è stato ingaggiato il britannico Richard Bradley, che non ha però ottenuto piazzamenti a punti per la seconda stagione consecutiva del team e si è classificato ventunesimo. Nel 2014 è stato ingaggiato Yuichi Nakayama, campione in carica della Formula 3 giapponese, che non è però riuscito a segnare punti per la scuderia per la terza stagione consecutiva. Nel 2015 è stato confermato Nakayama, che all'ultima gara stagionale ha ottenuto un sesto posto che gli ha valso il sedicesimo posto finale. Confermato anche nel 2016, il pilota giapponese non è nuovamente riuscito a segnare alcun punto, classificandosi diciottesimo. Nel 2017 è stato ingaggiato Kamui Kobayashi, pilota ufficiale Toyota, che ha garantito al team la sua migliore stagione nel campionato, con un secondo posto come miglior risultato (primo podio nella storia della scuderia), che insieme ad altri buoni piazzamenti gli ha valso il settimo posto finale in classifica piloti e il sesto in classifica scuderie.

### Campionato del mondo endurance
Nel 2014, dopo aver partecipato per un anno alle Asian Le Mans Series e alla 24 Ore di Le Mans, la KCMG si è iscritta alla classe LMP2 del campionato del mondo endurance con una Oreca 03, alla guida della quale sono stati ingaggiati i britannici Matthew Howson e Richard Bradley, accanto ai quali si sono alternati gli ex piloti del team in Formula Nippon Alexandre Imperatori e Tsugio Matsuda. Sfruttando anche la poca concorrenza in LMP2, la scuderia ottiene diversi podi e tre vittorie, ma è costretta a ritirarsi alla 24 Ore di Le Mans. I risultati ottenuti hanno permesso alla squadra di classificarsi al terzo posto sia tra i piloti che tra le scuderie.
Nel 2015 sono stati confermati Howson e Bradley, accanto ai quali si sono alternati Nick Tandy e Nicolas Lapierre. Anche in questa stagione i risultati sono stati molto buoni grazie a due vittorie e quattro podi ottenuti, che valgono alla scuderia il secondo posto in classifica LMP2. Il risultato più significativo è però senza dubbio la vittoria alla celebre 24 Ore di Le Mans.
Nonostante i due anni molto positivi, nel 2016 la scuderia ha annunciato il ritiro dal campionato con l'intenzione di correre solo a Le Mans. Successivamente ha annunciato l'accordo con la Proton Competition per portare in pista una delle sue Porsche 911 RSR ex ufficiali e si è iscritta alla classe LMGTE Am. Alla guida della vettura tedesca sono stati ingaggiati Christian Ried, Wolf Henzler e Joël Camathias. Anche nella nuova classe i risultati sono positivi, con cinque podi consecutivi nelle ultime cinque gare stagionali che hanno valso il quinto posto finale in classifica piloti. Al termine stagione la scuderia ha annunciato il ritiro dal campionato.

## Risultati

### Formula Nippon/Super Formula
| Anno | Telaio       | Motore      | Pilota               | 1         | 2        | 3        | 4       | 5        | 6        | 7         | 8         | 9        | 10       | PP  | Punti | PS  | Punti |
| ---- | ------------ | ----------- | -------------------- | --------- | -------- | -------- | ------- | -------- | -------- | --------- | --------- | -------- | -------- | --- | ----- | --- | ----- |
| 2010 | Swift 017.n  | Toyota RV8K | Katsuyuki Hiranaka   | SUZ Rit   | MOT NP   | FUJ 13   | MOT 7   | SUG Rit  | AUT 7    | SUZ 1 12  | SUZ 2 13  | FUJ 1 12 | FUJ 2 11 | 12° | 4     | 7°  | 4     |
| 2011 | Swift 017.n  | Toyota RV8K | Alexandre Imperatori | SUZ 10    | AUT 7    | FUJ Rit  | MOT 11  | SUZ C    | SUG 12   | SUZ 1 8   | SUZ 2 12  | FUJ      |          | 12° | 2,5   | 9°  | 2,5   |
| 2011 | Swift 017.n  | Toyota RV8K | Tsugio Matsuda       | SUZ       | AUT      | FUJ      | MOT     | SUZ      | SUG      | SUZ 1     | SUZ 2     | FUJ 14   |          | NC  | 0     | 9°  | 2,5   |
| 2012 | Swift 017.n  | Toyota RV8K | Ryo Orime            | SUZ 17    | MOT 15   | AUT Rit  | FUJ Rit | MOT Rit  | SUG Rit  | SUZ 1 18  | SUZ 2 15  | FUJ 15   |          | 19° | 0     | 12° | 0     |
| 2013 | Swift 017.n  | Toyota RV8K | Richard Bradley      | SUZ 19    | AUT Rit  | FUJ Rit  | MOT 14  | SUG Rit  | SUZ 1 13 | SUZ 2 18  | FUJ 17    |          |          | 21° | 0     | NC  | 0     |
| 2014 | Dallara SF14 | Toyota RI4A | Yuichi Nakayama      | SUZ Rit   | FUJ 1 13 | FUJ 2 16 | FUJ 10  | MOT Rit  | AUT 16   | SUG 13    | SUZ 1 Rit | SUZ 2 18 |          | 20° | 0     | NC  | 0     |
| 2015 | Dallara SF14 | Toyota RI4A | Yuichi Nakayama      | SUZ 13    | OKA Rit  | FUJ 15   | MOT 16  | AUT 19   | SUG 10   | SUZ 1 Rit | SUZ 2 6   |          |          | 16° | 1,5   | 11° | 1,5   |
| 2016 | Dallara SF14 | Toyota RI4A | Yuichi Nakayama      | SUZ 13    | OKA 10   | FUJ 9    | MOT 15  | OKA 1 17 | OKA 2 13 | SUG Rit   | SUZ 1 14  | SUZ 2 11 |          | 18° | 0     | 11° | 0     |
| 2017 | Dallara SF14 | Toyota RI4A | Kamui Kobayashi      | SUZ 9     | OKA 1 4  | OKA 2 5  | FUJ 15  | MOT 2    | AUT 7    | SUG 7     | SUZ 1 C   | SUZ 2 C  |          | 7°  | 16,5  | 6°  | 16,5  |
| 2018 | Dallara SF14 | Toyota RI4A | Kamui Kobayashi      | SUZ 10    | AUT C    | SUG 6    | FUJ 12  | MOT      | OKA 2    | SUZ 13    |           |          |          | 10° | 7     | 9°  | 7     |
| 2018 | Dallara SF14 | Toyota RI4A | Yuichi Nakayama      | SUZ       | AUT      | SUG      | FUJ     | MOT 13   | OKA      | SUZ       |           |          |          | 21° | 0     | 9°  | 7     |
| 2019 | Dallara SF19 | Toyota RI4A | Kamui Kobayashi      | SUZ 9     | AUT 10   | SUG 2    | FUJ 6   | MOT 2    | OKA 18   | SUZ 12    |           |          |          | 6°  | 19    | 9°  | 19    |
| 2020 | Dallara SF19 | Toyota RI4A | Yuji Kunimoto        | MOT Rit   | OKA 7    | SUG 5    | AUT 4   | SUZ 3    | SUZ Rit  | FUJ 15    |           |          |          | 9°  | 29    | 8°  | 37    |
| 2020 | Dallara SF19 | Toyota RI4A | Kamui Kobayashi      | MOT 14    | OKA      | SUG 14   | AUT     | SUZ 4    | SUZ 15   | FUJ 11    |           |          |          | 16° | 8     | 8°  | 37    |
| 2020 | Dallara SF19 | Toyota RI4A | Yuichi Nakayama      | MOT       | OKA 11   | SUG      | AUT 18  | SUZ      | SUZ      | FUJ       |           |          |          | 22° | 0     | 8°  | 37    |
| 2021 | Dallara SF19 | Toyota RI4A | Yuji Kunimoto        | FUJ 8     | SUZ Rit  | AUT Rit  | SUG 13  | MOT 11   | MOT Rit  | SUZ 15    |           |          |          | 18° | 3     | 10° | 4     |
| 2021 | Dallara SF19 | Toyota RI4A | Kazuto Kotaka        | FUJ 15    | SUZ 16   | AUT 16†  | SUG 17  | MOT 14   | MOT      | SUZ 18    |           |          |          | 25° | 0     | 10° | 4     |
| 2021 | Dallara SF19 | Toyota RI4A | Kamui Kobayashi      | FUJ       | SUZ      | AUT      | SUG     | MOT      | MOT 10   | SUZ       |           |          |          | 20° | 1     | 10° | 4     |
| 2022 | Dallara SF19 | Toyota RI4A | Yuji Kunimoto        | FUJ 1 13  | FUJ 2 15 | SUZ 6    | AUT 11  | SUG 9    | FUJ 8    | MOT 1 15  | MOT 2 12  | SUZ 1 20 | SUZ 2 18 | 16° | 10    | 10° | 19    |
| 2022 | Dallara SF19 | Toyota RI4A | Kamui Kobayashi      | FUJ 1 18  | FUJ 2 9  | SUZ 5    | AUT Rit | SUG 17   | FUJ 14   | MOT 1 14  | MOT 2 17  | SUZ 1 18 | SUZ 2 10 | 17° | 9     | 10° | 19    |
| 2023 | Dallara SF23 | Toyota RI4A | Yuji Kunimoto        | FUJ 1 12  | FUJ 2 16 | SUZ 16   | AUT 10  | SUG 9    | FUJ 15   | MOT 10    | SUZ 1 16  | SUZ 2 8  |          | 17° | 7     | 8°  | 24,5  |
| 2023 | Dallara SF23 | Toyota RI4A | Kamui Kobayashi      | FUJ 1 Rit | FUJ 2 6  | SUZ 14   | AUT 11  | SUG 6    | FUJ 9    | MOT 7     | SUZ 1 8   | SUZ 2 17 |          | 11° | 17,5  | 8°  | 24,5  |

### Campionato del mondo endurance
| Anno | Classe   | Vettura         | Pilota               | 1     | 2     | 3       | 4      | 5     | 6       | 7     | 8     | 9     | PP | Punti | PS | Punti |
| ---- | -------- | --------------- | -------------------- | ----- | ----- | ------- | ------ | ----- | ------- | ----- | ----- | ----- | -- | ----- | -- | ----- |
| 2014 | LMP2     | Oreca 03        | Matthew Howson       | SIL 2 | SPA 2 | LMS Rit | CDA 1  | FUJ 2 | SHA Rit | BHR 1 | SPL 1 |       | 3° | 130   | 3° | 130   |
| 2014 | LMP2     | Oreca 03        | Richard Bradley      | SIL 2 | SPA 2 | LMS Rit | CDA 1  | FUJ 2 | SHA Rit | BHR 1 | SPL 1 |       | 3° | 130   | 3° | 130   |
| 2014 | LMP2     | Oreca 03        | Tsugio Matsuda       | SIL 2 | SPA   | LMS     | CDA 1  | FUJ   | SHA     | BHR   | SPL   |       | 8° | 43    | 3° | 130   |
| 2014 | LMP2     | Oreca 03        | Alexandre Imperatori | SIL   | SPA 2 | LMS Rit | CDA    | FUJ 2 | SHA Rit | BHR 1 | SPL 1 |       | 6° | 87    | 3° | 130   |
| 2015 | LMP2     | Oreca 05        | Matthew Howson       | SIL 4 | SPA 3 | LMS 1   | NÜR 1  | CDA 2 | FUJ Rit | SHA 3 | BHR 2 |       | 2° | 155   | 2° | 155   |
| 2015 | LMP2     | Oreca 05        | Richard Bradley      | SIL 4 | SPA 3 | LMS 1   | NÜR 1  | CDA 2 | FUJ Rit | SHA 3 | BHR 2 |       | 2° | 155   | 2° | 155   |
| 2015 | LMP2     | Oreca 05        | Nick Tandy           | SIL 4 | SPA   | LMS     | NÜR 1  | CDA   | FUJ Rit | SHA 3 | BHR 2 |       | 6° | 71    | 2° | 155   |
| 2015 | LMP2     | Oreca 05        | Nicolas Lapierre     | SIL   | SPA 3 | LMS 1   | NÜR    | CDA 2 | FUJ     | SHA   | BHR   |       | 5° | 84    | 2° | 155   |
| 2016 | LMGTE Am | Porsche 911 RSR | Christian Ried       | SIL 4 | SPA 4 | LMS 6   | NÜR NP | MES 3 | CDA 2   | FUJ 3 | SHA 3 | BHR 2 | 5° | 121   | 4° | 125   |
| 2016 | LMGTE Am | Porsche 911 RSR | Wolf Henzler         | SIL 4 | SPA 4 | LMS 6   | NÜR NP | MES 3 | CDA 2   | FUJ 3 | SHA 3 | BHR 2 | 5° | 121   | 4° | 125   |
| 2016 | LMGTE Am | Porsche 911 RSR | Joël Camathias       | SIL 4 | SPA 4 | LMS 6   | NÜR NP | MES 3 | CDA 2   | FUJ 3 | SHA 3 | BHR 2 | 5° | 121   | 4° | 125   |

### GT World Challenge Asia
| Anno | Vettura               | Pilota               | 1        | 2        | 3        | 4         | 5         | 6         | 7         | 8         | 9         | 10       | 11        | 12       | PP  | Punti | PS  | Punti |
| ---- | --------------------- | -------------------- | -------- | -------- | -------- | --------- | --------- | --------- | --------- | --------- | --------- | -------- | --------- | -------- | --- | ----- | --- | ----- |
| 2017 | Audi R8 LMS           | Martin Rump          | SEP 1 NP | SEP 2 13 | BUR 1 5  | BUR 2 Rit | SUZ 1 16  | SUZ 2 Rit | FUJ 1 Rit | FUJ 4 16  | SHA 1 NP  | SHA 2 NP | ZHE 1 8   | ZHE 2 3  | 19° | 29    | 11° | 29    |
| 2017 | Audi R8 LMS           | Rick Yoon            | SEP 1 NP | SEP 2 13 | BUR 1 5  | BUR 2 Rit | SUZ 1 16  | SUZ 2 Rit | FUJ 1 Rit | FUJ 4 16  | SHA 1 NP  | SHA 2 NP | ZHE 1 8   | ZHE 2 3  | 19° | 29    | 11° | 29    |
| 2017 | Audi R8 LMS           | Takuya Shirasaka     | SEP 1 18 | SEP 2 15 | BUR 1 14 | BUR 2 Rit | SUZ 1 19  | SUZ 2 19  | FUJ 1 30  | FUJ 4 Rit | SHA 1 16  | SHA 2 19 | ZHE 1     | ZHE 2    | NC  | 0     | NC  | 0     |
| 2017 | Audi R8 LMS           | Naoto Takeda         | SEP 1 18 | SEP 2 15 | BUR 1 14 | BUR 2 Rit | SUZ 1 19  | SUZ 2 19  | FUJ 1 30  | FUJ 4 Rit | SHA 1 16  | SHA 2 19 | ZHE 1     | ZHE 2    | NC  | 0     | NC  | 0     |
| 2018 | Nissan GT-R Nismo GT3 | Edoardo Liberati     | SEP 1 5  | SEP 2 9  | BUR 1 8  | BUR 2 3   | SUZ 1 Rit | SUZ 2     | FUJ 1 3   | FUJ 4 5   | SHA 1 6   | SHA 2 6  | NIN 1 Rit | NIN 2 8  | 6°  | 96    | 4°  | 176   |
| 2018 | Nissan GT-R Nismo GT3 | Florian Strauss      | SEP 1 5  | SEP 2 9  | BUR 1 8  | BUR 2 3   | SUZ 1 Rit | SUZ 2     | FUJ 1 3   | FUJ 4 5   | SHA 1 6   | SHA 2 6  | NIN 1 Rit | NIN 2 8  | 6°  | 96    | 4°  | 176   |
| 2018 | Nissan GT-R Nismo GT3 | Yukinori Taniguchi   | SEP 1 13 | SEP 2 7  | BUR 1 6  | BUR 2 4   | SUZ 1 6   | SUZ 2 14  | FUJ 1     | FUJ 4     | SHA 1 Rit | SHA 2 9  | NIN 1 10  | NIN 2 11 | 9°  | 75    | 4°  | 176   |
| 2018 | Nissan GT-R Nismo GT3 | Tsugio Matsuda       | SEP 1 13 | SEP 2 7  | BUR 1 6  | BUR 2 4   | SUZ 1     | SUZ 2     | FUJ 1     | FUJ 4     | SHA 1     | SHA 2    | NIN 1     | NIN 2    | 22° | 26    | 4°  | 176   |
| 2018 | Nissan GT-R Nismo GT3 | Alexandre Imperatori | SEP 1    | SEP 2    | BUR 1    | BUR 2     | SUZ 1 6   | SUZ 2 14  | FUJ 1     | FUJ 4     | SHA 1 Rit | SHA 2 9  | NIN 1 10  | NIN 2 11 | 15° | 49    | 4°  | 176   |
| 2018 | Audi R8 LMS           | Takuya Shirasaka     | SEP 1 14 | SEP 2 16 | BUR 1 16 | BUR 2 18  | SUZ 1 14  | SUZ 2 16  | FUJ 1 18  | FUJ 4 21  | SHA 1 19  | SHA 2 17 | NIN 1     | NIN 2    | NC  | 0     | 4°  | 176   |
| 2018 | Audi R8 LMS           | Naoto Takeda         | SEP 1 14 | SEP 2 16 | BUR 1 16 | BUR 2 18  | SUZ 1 14  | SUZ 2 16  | FUJ 1 18  | FUJ 4 21  | SHA 1 19  | SHA 2 17 | NIN 1     | NIN 2    | NC  | 0     | 4°  | 176   |
| 2023 | Honda NSX GT3 Evo     | Edoardo Liberati     | BUR 1    | BUR 2    | FUJ 1 26 | FUJ 4 22  | SUZ 1 8   | SUZ 2 15  | MOT 1 21  | MOT 2 21  | OKA 1 19  | OKA 2 6  | SEP 1     | SEP 2    | 34° | 12    | 18° | 12    |
| 2023 | Honda NSX GT3 Evo     | Paul Ip              | BUR 1    | BUR 2    | FUJ 1 26 | FUJ 4 22  | SUZ 1 8   | SUZ 2 15  | MOT 1 21  | MOT 2 21  | OKA 1 19  | OKA 2 6  | SEP 1     | SEP 2    | 34° | 12    | 18° | 12    |

### TCR Europe Touring Car Series
| Anno | Vettura                | Pilota       | 1         | 2        | 3       | 4       | 5         | 6         | 7         | 8       | 9        | 10        | 11      | 12      | 13        | 14        | PP  | Punti | PS | Punti |
| ---- | ---------------------- | ------------ | --------- | -------- | ------- | ------- | --------- | --------- | --------- | ------- | -------- | --------- | ------- | ------- | --------- | --------- | --- | ----- | -- | ----- |
| 2018 | Honda Civic Type R TCR | Attila Tassi | LEC 1 Rit | LEC 2 6  | ZAN 1 2 | ZAN 2 3 | SPA 1 17  | SPA 2 Rit | HUN 1 Rit | HUN 2 4 | ASS 1 5  | ASS 2 1   | MNZ 1 5 | MNZ 2 3 | CAT 1     | CAT 2 Rit | 4°  | 153   | 1° | 299   |
| 2018 | Honda Civic Type R TCR | Josh Files   | LEC 1 4   | LEC 2 15 | ZAN 1 4 | ZAN 2 1 | SPA 1 Rit | SPA 2 19† | HUN 1 Rit | HUN 2 3 | ASS 1 10 | ASS 2 Rit | MNZ 1 3 | MNZ 2   | CAT 1 25† | CAT 2 6   | 6°  | 121   | 1° | 299   |
| 2018 | Honda Civic Type R TCR | Mike Halder  | LEC 1     | LEC 2    | ZAN 1   | ZAN 2   | SPA 1     | SPA 2     | HUN 1     | HUN 2   | ASS 1    | ASS 2     | MNZ 1   | MNZ 2   | CAT 1 Rit | CAT 2 1   | 18° | 25    | 1° | 299   |

### Coppa del mondo turismo
| Anno | Vettura                | Pilota                 | 1        | 2        | 3         | 4        | 5         | 6        | 7        | 8         | 9        | 10       | 11        | 12       | 13       | 14       | 15        | 16       | 17       | 18        | 19       | 20        | 21        | 22       | 23        | 24       | 25       | 26       | 27       | 28        | 29        | 30        | PP  | Punti | PS  | Punti |
| ---- | ---------------------- | ---------------------- | -------- | -------- | --------- | -------- | --------- | -------- | -------- | --------- | -------- | -------- | --------- | -------- | -------- | -------- | --------- | -------- | -------- | --------- | -------- | --------- | --------- | -------- | --------- | -------- | -------- | -------- | -------- | --------- | --------- | --------- | --- | ----- | --- | ----- |
| 2019 | Honda Civic Type R TCR | Tiago Monteiro         | MAR 1 6  | MAR 2 8  | MAR 3 Rit | UNG 1 18 | UNG 2 Rit | UNG 3 16 | SVC 1 17 | SVC 2 16  | SVC 3 17 | OLA 1 19 | OLA 2 23  | OLA 3 19 | GER 1 16 | GER 2 14 | GER 3 17  | POR 1 23 | POR 2 10 | POR 3 1   | CIN 1 21 | CIN 2 Rit | CIN 3 Rit | GPN 1 3  | GPN 2 6   | GPN 3 4  | MAC 1 15 | MAC 2 18 | MAC 3 19 | MAL 1 Rit | MAL 2 12  | MAL 3 6   | 20° | 109   | 13° | 165   |
| 2019 | Honda Civic Type R TCR | Attila Tassi           | MAR 1 19 | MAR 2 20 | MAR 3 11  | UNG 1 15 | UNG 2 8   | UNG 3 14 | SVC 1 18 | SVC 2 Rit | SVC 3 25 | OLA 1 SQ | OLA 2 Rit | OLA 3 22 | GER 1 20 | GER 2 4  | GER 3 Rit | POR 1 21 | POR 2 11 | POR 3 Rit | CIN 1 23 | CIN 2 6   | CIN 3 13  | GPN 1 21 | GPN 2 24  | GPN 3 18 | MAC 1 18 | MAC 2 22 | MAC 3 16 | MAL 1 13  | MAL 2 Rit | MAL 3 NP  | 24° | 56    | 13° | 165   |
| 2019 | Honda Civic Type R TCR | Jim Ka To              | MAR 1    | MAR 2    | MAR 3     | UNG 1    | UNG 2     | UNG 3    | SVC 1    | SVC 2     | SVC 3    | OLA 1    | OLA 2     | OLA 3    | GER 1    | GER 2    | GER 3     | POR 1    | POR 2    | POR 3     | CIN 1    | CIN 2     | CIN 3     | GPN 1 22 | GPN 2 28† | GPN 3 22 | MAC 1 NP | MAC 2 NP | MAC 3 NP | MAL 1     | MAL 2     | MAL 3     | NC  | 0     | 13° | 165   |
| 2019 | Honda Civic Type R TCR | João Paulo de Oliveira | MAR 1    | MAR 2    | MAR 3     | UNG 1    | UNG 2     | UNG 3    | SVC 1    | SVC 2     | SVC 3    | OLA 1    | OLA 2     | OLA 3    | GER 1    | GER 2    | GER 3     | POR 1    | POR 2    | POR 3     | CIN 1    | CIN 2     | CIN 3     | GPN 1    | GPN 2     | GPN 3    | MAC 1    | MAC 2    | MAC 3    | MAL 1 5   | MAL 2 18  | MAL 3 Rit | NC  | 0     | 13° | 165   |